# Moyen-Comoé
Moyen-Comoé é uma das 19 regiões da Costa do Marfim.

## Dados
Capital: Abengourou
Área: 6 900 km²
População: 488 200 hab. (2002)

## Departamentos
A região de Moyen-Comoé está dividida em dois departamentos:
- Abengourou
- Agnibilékrou